# Pure Pwnage
Pure Pwnage – to internetowy paradokumentalny show o życiu pewnego nerda, maniaka gier komputerowych. Obecnie ukończona została pierwsza seria, składająca się z dwunastu odcinków (od 11 do 46 minut długości) oraz rozpoczął się drugi sezon. Show tworzy pięć osób. Całość opowiada o przygodach miłośnika gier komputerowych mieszkającego w Toronto, w Kanadzie, który chce rządzić (own) we wszystkich rodzajach gier.
Odcinki (a także polskie napisy do nich) można ściągnąć lub obejrzeć na oficjalnej stronie show. Znajdują się tam również forum, muzyka i sklep z gadżetami dotyczącymi programu.

## Postacie
Jeremy (grany przez Jaretta Calego) - główny bohater, mistrz wszelkich gier komputerowych. Najbardziej lubi RTS, ale zgodnie z naukami swego mistrza stara się być najlepszym we wszystkich grach. Mówienia nauczył się sam (prawdopodobnie z internetu), przez co charakteryzuje go nietypowy język, pełen nic nie znaczących wtrąceń i slangu typowego dla graczy. Zawsze ma na głowie bandanę.
Kyle (grany przez Geoffa Lapairego) - młodszy brat Jeremiego. To on stoi cały czas za kamerą, także nie widzimy jego twarzy (aż do 12 odcinka). Ponieważ nie gra w żadne gry, jest wyśmiewany przez Jeremiego. Obaj mieszkają razem.
Doug (grany przez Joela Gardinera) - miłośnik FPS, przyjaciel Jeremiego. Najwięcej przyjemności czerpie ze strzelaniu „headshotów” w grach takich jak CS:S i CoD4:MW. Odchodzi po 12 odcinku. Zasłynął ze swojego powiedzenia "Boom, headshot!", które weszło do slangu graczy FPS
Dave (grany przez siebie samego) - znakomity kucharz, Chińczyk, który porzucił gry komputerowe w wyniku traumatycznego przeżycia z przeszłości. Odchodzi z show w 9. odcinku, powraca w 13.
Anastasia (grana przez Mirandę Plant) - pojawia się w 6. odcinku i od tego czasu romansuje z Jeremym. Miłośniczka MMORPG.